# Milonguita (película)
Milonguita es una película de Argentina sin sonido y en blanco y negro producida por Federico Valle y dirigida por José Bustamante y Ballivián sobre su propio guion basado en el personaje del tango del mismo nombre de Samuel Linning que se estrenó en abril de 1922 interpretada por Atilio Calandra y María Ester Lerena. Carlos Gardel había grabado el tango Milonguita en 1919.

## El director
De nacionalidad peruana, se radicó en Argentina y trabajó para Federico Valle que entre 1914 y 1915 instaló un laboratorio para colocar los títulos a películas extranjeras -todavía sin sonido- y producía películas de propaganda comercial. A estas últimas Bustamante y Ballivián les daba tal originalidad y valores didácticos que en algunos casos llegaron a exhibirse centenares de veces, en ocasiones reclamadas por el público. Vuelto a su país, Bustamante y Ballivián se desempeñó como director del diario El Universal de Lima y en las elecciones del 22 de octubre de 1939 fue elegido senador del Congreso peruano.

## Sinopsis
Una joven deja su casa y su barrio para ir al cabaré del centro y vuelve desengañada. 

## Intérpretes
- Atilio Calandra
- María Ester Lerena

## Comentarios
Domingo Di Nubila apunta que en la película Bustamante y Ballivián utilizó juegos de planos, acción paralela, contraluces y demás invenciones del director D. W. Griffith de quien era admirador. 